# Paul Perret
Cet article concerne le journaliste, romancier, feuilletoniste et critique dramatique français. Pour l'homme politique suisse, voir Paul Perret (personnalité politique suisse).
Pour les articles homonymes, voir Perret.
Hippolyte Auguste Paul Perret, né à Paimbœuf le 12 février 1830 et mort à Pornic le 25 juillet 1904, est un journaliste, romancier, feuilletoniste et critique dramatique français.

## Biographie
Paul Perret est le fils d'un avocat et procureur du roi à Paimbœuf. Ses grands-parents maternels ont été tués lors des évènements révolutionnaires. Durant sa scolarité au Collège Royal de Nantes, il a comme condisciple et ami Jules Verne de deux ans plus âgé. Il fréquente la maison de campagne de la famille Verne à Chantenay dans la banlieue de la ville. Paul Perret rejoint Jules Verne à Paris pour suivre des études de droit, ils habitent ensemble rue Louis-le-Grand.
C'est dans le N° du 1er novembre 1853 de la Revue de Paris que débute Paul Perret avec une traduction de L'Histoire de Roméo et Juliette par Luigi da Porto, article suivi en 1854 d'une longue étude sur Les Vaudois, La Réforme avant Luther, où il développe une réflexion sur la place de la religion dans l'histoire. Paul Perret publie le 28 août 1856 un long texte à la une du Figaro : Du mal secret des artistes, il y aborde la question de la critique.
Parallèlement à sa carrière de journaliste, Paul Perret propose romans et nouvelles dans les revues littéraires. Après la nouvelle L'Âme en voyage en 1856, dans la Revue contemporaine, dans laquelle il annonce son choix d'une littérature faisant la part belle aux récits d'amour, il publie plusieurs récits dans la Revue européenne, et à partir de 1860 dans la Revue des deux Mondes.
La presse quotidienne lui ouvre ses colonnes pour des comptes-rendus littéraires et des feuilletons. En 1862, il débute dans le Journal des débats avec une nouvelle La Pudeur et, l'année suivante au Temps, avec Le Billet de 1000 francs.
En 1864, il épouse à Paris Marie Jouffroy, fille du philosophe et ancien député Théodore Jouffroy. La jeune femme a une réputation d'indépendance d'opinion et de hauteur de vue et tient un salon réputé pour l'érudition de la maîtresse de maison. Elle meurt en janvier 1871 des privations du siège de Paris.
Poursuivant de front les carrières de journaliste et de romancier, Paul Perret collabore à La Presse, alternant articles politiques et feuilletons, puis à l'éphémère Le Parlement, organe du Tiers-parti d'Émile Ollivier à la fin du Second Empire. On le lit aussi dans les colonnes de la Situation ou de l’Étendard, journal bonapartiste.
À la fin de 1871, Paul Perret est de retour à Nantes où il devient rédacteur en chef d'un nouveau journal républicain conservateur, L'Indépendance de l'Ouest qui se donne pour tâche de réduire l'influence du Phare de la Loire. Il tient la chronique politique du journal jusqu'en septembre 1872, époque à laquelle il cède la place de rédacteur en chef à Edmond Arnous-Rivière.
À partir des années 1870, la production romanesque de Paul Perret s'établit entre un et trois volumes par an qu'il publie chez Michel Lévy éditeur et à la librairie Dentu, puis chez les éditeurs Didier, Ollendorf et Plon. La revue Le Correspondant publie plusieurs nouvelles. Quelques chroniques du Gaulois, parmi celles signées Tout-Paris sont de sa plume et il donne au Moniteur universel des articles d'érudition et des critiques littéraires.
La parution en 1876 de La Faute de l'abbé Mouret d'Émile Zola lui donne l'occasion d'une « campagne furibonde contre l'école naturaliste » qui contribue peut-être à l'insuccès du roman et donne lieu à une virulente réplique de Zola dans un article sur le roman français contemporain qui classe Paul Perret « dans les bas fonds de l'idéalisme »
Dans les années 1880, l'éditeur Oudin commande à Paul Perret des ouvrages d'érudition consacrés aux Châteaux historiques de la France et aux Pyrénées françaises. Il publie chez Bloud et Barral des études d'histoire contemporaine et collabore à une anthologie nantaise, La Bretagne artistique, pittoresque et littéraire.
La décennie suivante consacre le succès de plusieurs romans. Manette André qui se veut contribution au renouvellement du roman historique « par un grand afflux de psychologie » est récompensé par un prix de l'Académie française, en même temps que Sans famille d'Hector Malot. L'académicien François Coppée préface son recueil de comtes L'Amour et la Guerre. La parution en 1894 de son roman Les Demoiselles de Liré, inspiré de l'épopée dans l'ouest de la duchesse de Berry, est accompagnée d'une exposition à Paris des aquarelles de Maurice Leloir destinées à l'illustration de l'ouvrage. La même année, la profession de critique littéraire s'organise en syndicat et élit Paul Perret à sa présidence.
La fin du siècle voit Paul Perret assurer la critique dramatique du journal La Liberté, puis obtenir sur la proposition de Jules Clarétie une des deux places de lecteur examinateur à la Comédie-Française. Le rôle des lecteurs est de sélectionner les pièces pouvant être proposées au comité des sociétaires. En 1898, une pièce de Paul Vergnet (d), Une héritière, inspirée d'une nouvelle de Paul Perret, est jouée au théâtre de l'Odéon. Il est lui-même l'auteur d'Anatole, jouée en 1904 dans le même théâtre.
La production romanesque de Paul Perret ne faiblit pas après 1900, il fait notamment un retour remarqué dans la Revue des deux Mondes. En 1901, l’Académie française lui décerne le prix Calmann-Lévy pour l'ensemble de son œuvre.
Malade, Paul Perret s'installe à Pornic au début de l'été 1904. Il décède dans cette ville le 25 juillet après une carrière littéraire de cinquante années  alors qu'à Paris, Le Figaro publie La Loi de la femme, son dernier feuilleton.

## L'œuvre romanesque et le style de Paul Perret vus par les contemporains
La production romanesque de Paul Perret est constituée de courts romans et de nouvelles, probablement plus d'une centaine d'œuvres. Le succès en librairie n'est pas à la hauteur de sa production dans les revues et journaux, mais quelques ouvrages font néanmoins l'objet de deux éditions. À la Revue des deux Mondes, où on le considère comme un émule de George Sand et de l'académicien Victor Cherbuliez, il est considéré comme un des rares écrivains qui font encore des nouvelles. Son premier roman à succès, Le Prieuré est salué par Émile Zola comme un « récit d'une grande simplicité et d'une grande douceur […] l'œuvre est littéraire, finement écrite, émue et souriante. Les dames y prendront un vif plaisir ».
Paul Perret a la réputation d'un auteur de nouvelles pour dames : « Analyste délicat et sûr des passions féminines, à l'étude desquelles il se complait », écrit Le Figaro, « le plus subtil et peut-être le plus châtié des romanciers contemporains […] en qui l'amour de la forme est la faculté maîtresse ».
Dans les bas-fonds de la littérature où le classe Zola après sa critique de La Faute de l'abbé Mouret, Paul Perret n'est plus gratifié d'aucun talent : « la médiocrité coule à plein bord. Les œuvres sont les premières venues… » L'étude de la critique contemporaine permet à Zola de revenir sur l'œuvre de Perret : « Je ne connais rien de plus gris, de plus insignifiant. Imaginez les romans de George Sand détrempés à grande eau ».
L'avis de Zola ne fait pas l'unanimité dans la presse. La Revue des livres et du théâtre (1881) salue un « talent d'écrivain justement reconnu », d'autres sa fécondité extraordinaire. Pour le Larousse du XXe siècle, « on doit à cet écrivain élégant et fin un nombre considérable de romans d'une lecture agréable ».

## Œuvre de Paul Perret

### Romans, nouvelles, feuilletons, théâtre, ouvrages d'érudition
- 1856 : L'Âme en voyage (nouvelle)
- 1857 : Robert Stilfort (roman)
- 1858 : Avocats et Meuniers
- 1859 : Les Bourgeois de campagne
- 1860 : Histoire d'une jolie femme (réédition d'Avocats et Meuniers), Mlle du Plessé
- 1861 : Dame Fortune
- 1862 : Le Billet de 1 000 francs (feuilleton), La Pudeur (feuilleton), Les Verts Galants de la Thulaye (nouvelle)
- 1864 : La Bague d'argent
- 1865 : Le Prieuré, Un parasite, La Pudeur
- 1866 : Les Sept Croix-de-vie, Les Roueries de Colombe
- 1867 : Le Testament de M. Tupffer, L'Amour éternel, Le Château de la folie (réédition de Les Sept Croix-de-vie)
- 1868 : Mlle de Saint-Ay, La Parisienne, Madame Cyrille (feuilleton)
- 1871 : La Sarrazine (feuilleton)
- 1872 : Le Mari de la Mort
- 1873 : Les Amours sauvages
- 1874 : Les Bonnes Filles d'Ève
- 1875 : La Fin d'un viveur
- 1876 : La Belle Renée, Hors la loi, L'Idole
- 1878 : Histoire d'un honnête homme et d'une méchante femme, Madame Valence, La Grande Cousine
- 1879 : L'Âme murée, Ni fille, ni veuve, Le Droit du père (feuilleton), Monsieur Faust, La Sainte
- 1880 : Les Demi-mariages
- 1881 : Ce que coûte l'amour, L'Amie de la femme, L'Héritage de l'usurier, Arabelle, Les Châteaux historiques de la France, Les Pyrénées françaises (V1-Lourdes, Argelès, Cauterets, Luz-Saint-Sauveur)
- 1882 : Les Pyrénées françaises (V2-Pays Basque et Basse Navarre)
- 1883 : Le Mariage en poste, Histoire d'un violon, Les Énervés, Le Supplice d'une honnête femme (nouvelle)
- 1884 : Les Misères du cœur, Sans témoins, Les Yeux d'or, Le Saint de bois, L'Autre Monde, Les Pyrénées françaises (V3-L'Adour, la Garonne, le pays de Foix)
- 1885 : Un demi-siècle d'Histoire contemporaine
- 1886 : Le Roi Margot
- 1888 : Sœur Sainte-Agnès, Après le crime
- 1889 : Mlle de Bardelys, La Dame du Beau Logis, Comme elles nous aiment, Le Droit à l'amour, Mlle Prempain, La Marinière, L'Héritière'
- 1890 : Les Derniers Rêveurs, Les Filles Mauvoisin, Le Droit à l'amour
- 1892 : L'Amour et la Guerre (préface François Coppée Acad. Fr), Mme Victoire
- 1893 : La Vie sous la terreur, Manette André (prix de l'Académie française), Le Duc Jean, La Duchesse Jean (avec Félix Cohen), Le Revenant
- 1894 : Les Demoiselles de Liré, Un complot
- 1895 : La Robe (illustrations par Kauffmann), La Fin d'un viveur
- 1896 : Histoire d'un homme
- 1897 : La Vie dans le rêve, Madame Victoire, Le Baron de la flibuste (illustré)
- 1898 : Thérèse Vaubecourt, Leur chanson (nouvelle)
- 1899 : Mariages de finance, La Vie et la fin d'une favorite
- 1900 : Péché caché, La Fille des genêts
- 1901 : Jeux de femmes, Par la femme
- 1902 : Débat de conscience, Casa Maris, Pour l'amour d'elle (feuilleton)
- 1903 : Petite Grisel
- 1904 : L'Arbre de science, Anatole (comédie 1 acte), La Loi de la femme (feuilleton)

### Rééditions récentes

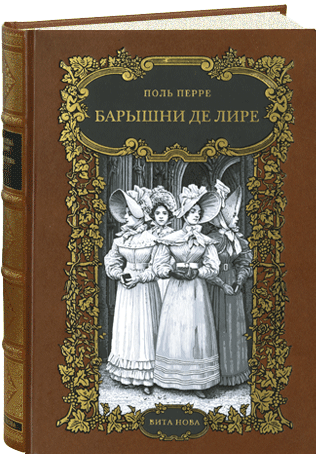
Les Demoiselles de Liré (2011)

Elibron Classics (fac-similés d'anciennes éditions) a réédité plusieurs romans de Paul Perret :
Par la femme, L'âme murée (2001) Un parasite (2002) Les Roueries de Colombe, Le Prieuré (2004)
Deux volumes (2 et 3) de l'ouvrage Les Pyrénées françaises ont été réédités en 2006 par les éditions Lacour-Ollé à Nîmes.
Les Demoiselles de Liré ont été rééditées en langue russe en 2011 (avec les illustrations originales de l'édition Boussod et Valadon de 1894) par les éditions Vita Nova de Saint-Pétersbourg. La présentation et les commentaires sont de Mikhail Yasnov poète et écrivain russe professeur à l'Université de Saint-Pétersbourg.